# دوري ميانمار الوطني 2009–10
دوري ميانمار الوطني 2009–10 هو موسم من دوري ميانمار الوطني. كان عدد الأندية المشاركة فيه 8، وفاز فيه نادي ياداناربون.